# ۱۶۱۲ (فیلم)
۱۶۱۲ (انگلیسی: 1612) یک فیلم به کارگردانی ولادیمیر خوتیننکو است که در سال ۲۰۰۷ منتشر شد.